# Cijulang (Cineam)
Cijulang is een bestuurslaag in het regentschap Tasikmalaya van de provincie West-Java, Indonesië. Cijulang telt 4155 inwoners (volkstelling 2010).